# Fibrinski lepak
Fibrinski lepak (FL) je biološko terapijsko sredstvo koje potpomaže uspostavljanje lokalne hemostaze i omogućava atraumatsko povezivanje i/ili pokrivanje (zatvaranje) oštećene tkivne površine (svojim tkivno-adhezivnim i „zaptivnim” dejstvom), što je vremenom doprinelo postizanju većeg terapijskog učinka.
Činjenica da FL predstavlja dvokomponentni biološki sistem, sa lokalnim hemostaznim, adhezivnim, zaptivnim i drugim efektima, i da spada u terapijski agens čije se dejstvo bazira na biološkim i fiziološkim principima, dovela je do njegove široke primene u svim granama hirurgije. Fibrinski lepak koji danas ima široku primenu u savremenoj hirurškoj praksi je hemostatsko-adhezivna supstancija. S obzirom na to da se radi o produktu prirodnog, a najvećim delom i humanog porekla, on nije tkivno-toksičan, biodegradabilan je, a pojava hetero ili aloantitela po primeni FL je retka.

## Nazivi
Fibrinski lepak  —  fibrin glue — fibrin sealant — fibrin tissue adhesive — fibrin suture

## Istorija
Istorijat i savremena klinička primena fibrina u kliničkoj praksi zabeležena je s početka 20.veka, kada je Bergel, 1909. godine uočio hemostatski efekat pulverizovanog fibrina. Međutim ključni momenat za upotrebu fibrinske emulzije za stimulaciju zarastanja rana nastao je 1970-ih, zahvaljujući napretku transfuzioloških tehnika. Te decenije su prvo Matras i sar., 1972. godine uspešna eksperimentalna primenili krioprecipitat plazme i goveđeg trombina za bešavnu anastomozu perifernog nerva (zečiji model), a zatim Kudema i Matras, 1975. godine, uspešno su klinički primenili FL za bešavnu anastomozu povređenog perifernog nerva.
U proizvodnji i kliničkoj primeni FL prvo su prednjačile evropske zemlje, dok je u Sjedinjenim Američkim Državama, zbog rizika virusne infekcije, industrijska proizvodnja fibrinogena iz krvne plazme zabranjena 1978. godine i prvi komercijalni preparat FL (Tisseel) registrovan od strane Food and Drug Administration (FDA) tek 1998. godine.

## Osnovne informacije
Fibrinski lepak nastaje iz biološki aktivne supstance – fibrina – kao krajnjeg proizvoda završne faze koagulacije krvi.160, a fibrinski koagulum ujedno predstavlja supstrat početne faze zarastanja rane.

### Sastav
Konvencionalni fibrinski lepak je, načelno, dvokomponentni proizvod komercijalno dostupan u liofilizovanom obliku ili u vidu zamrznutog rastvora:
Komponenta 1
Glavni sastojci komponente 1 su fibrinogen, koncentrovan (40–127 mg/ml, zavisno od proizvoda) iz krioprecipitata krvne plazme jednog ili više davalaca ili samog pacijenta; fibronektin (2–9 mg/ml); i faktor koagulacije XIII (10–80 U).
Komponenta 2
Druga komponenta FL sadrži trombin (4–1000 IU/ml), bovinog („prva generacija” preparata FL) ili humanog porekla (unapređena, „druga generacija”), koji se pre upotrebe rekonstituiše u rastvoru kalcijum-hlorida (40 mmol CaCl2/l). 
Ostali sastojci
Pored navedenih komponenti 1 i 2,pojedini preparati FL sadrže i antifibrinolitik (bovini aprotinin [1000–3000 KIU/ml], aminokaproinska ili traneksaminska kiselina).

## Načini primene
Pre nanošenja FL površina rane treba da se osuši primenom standardnih tehnika (npr. naizmenična upotreba kompresa, tupfera, upotreba usisnih uređaja).
Za pokrivanje velikih površina fibrinski lepak se može raspršiti pomoću priloženog sprejnog vrha ili u kombinaciji sa vunom koja se sastoji od poliglikolne kiseline ili kolagena. 
Pre upotrebe sistem treba proveriti zbog eventualnih blokada. Ukoliko postoji neki otpor, nikada ne treba previše pritiskati klipove špriceva! Svako prekidanje primene, čak i kratkotrajno, dovodi do blokade u aplikacionoj igli ili sprejnom vrhu. U takvim slučajevima sprejni vrh ili aplikaciona igla su nepodesni za dalju upotrebu i moraju biti zamenjeni. Za takav slučaj, pakovanje lepka obično sadrži tri sprejna vrha. Svako pakovanje sadrži i četiri aplikacione igle. Kada se primeni jednak pritisak na celu površinu podupirača, kao kod injekcije, fibrinski lepak se raspršava kroz sprejni vrh u obliku finog aerosola, najboljed sa razdaljina za raspršivanje koja je 10 cm. 
Nakon raspršavanja stvara se fin film fibrinskog lepka na površini tkiva na koje se aplikuje.

### Brzina obrazovanja fibrinskog koaguluma
Na brzinu obrazovanja fibrinskog koaguluma presudno utiče koncentracija trombina, dok su biofizička i biohemijska svojstva FL determinisana prvenstveno sadržajem fibrinogena.

## Indikacije za primenu FL
U indikacije za primenu FL u kliničkoj praksi spadaju:
Prihvaćene indikacije
- Kontrola krvarenja (lokalni hemostatik) kao komplementarna i adjuvantna mera, posebno kod difuznog, nehirurškog krvarenja i u prisustvu urođene/stečene koagulopatije.
- Zaptivanje tkivnih površina (tissue sealing)
- Tkivna adhezija (tissue gluing)

Šire indikacije
- Stimulacija zarastanja rane (FL ± trombociti)
- Medijum za farmakološki aktivne supstance i ćelije — antibiotici (gentamicin, bacitracin/neomicin, cefazolin, vankomicin, i dr.), faktori rasta, citostatici, lidokain, heparin; endotelne, matične ćelije.
- Supstrat za „tkivni inženjering”

## Neželjeni efekti
Kao mogući neželjeni efekti nakon primene FL, koji zavise od sastava i porekla komponenti,  mogu se javiti:
- Prenos virusne infekcije (teoretski rizik, bez dokumentovanih slučajeva prenosa HIV, HBV i HCV u dosadašnjoj praksi)[тражи се извор]
- Imunološka reakcija na bovini trombin.[тражи се извор]
- Preosetljivost na aprotinin (tkđ. protein goveđeg porekla)[тражи се извор]
- Neurotoksičnost traneksaminske kiseline (konvulzije)
- Vazdušna/tromboembolija, diseminovana intravaska koagulacija (kod akcidentalne intravaskularne aplikacije)
- Patološka lokalna reakcija tkiva (nekroza, fibroza, i dr.)

Danas, u odnosu na prvu generaciju FL druge generacije su bezbedniji (jer su bez sastojaka životinjskog porekla), a najbezbedniji su autologni FL.

## Literatura
- Barthels, Monika; Prondzinski, Mario von Depka; Depka, Mario von (2002). Das Gerinnungskompendium: Schnellorientierung, Befundinterpretation, klinische Konsequenzen ; 50 Tabellen. Stuttgart: Thieme. ISBN 3-13-131751-5..
- G. Dickneite, H. J. Metzner, M. Kroez, B. Hein, U. Nicolay: The importance of factor XIII as a component of fibrin sealants. In: Journal of Surgical Research. 107, 2, Oct. 2002, S. 186–195.

## Spoljašnje veze
|  | Molimo Vas, obratite pažnju na važno upozorenje u vezi sa temama iz oblasti medicine (zdravlja). |